# Jacques van Veen
Jacques van Veen (Rotterdam, 19 augustus 1920 – Amstelveen, 7 september 2007) was een Nederlandse journalist, die zich had gespecialiseerd in justitie- en rechtbankverslaggeving. Het grootste deel van zijn loopbaan is hij werkzaam geweest voor Het Parool. Hij verwierf een grote reputatie op zijn vakgebied en nog tijdens zijn leven is er een persprijs naar hem vernoemd: de Persprijs Jacques van Veen.

## Loopbaan
Van Veen begon zijn journalistieke carrière als jongste verslaggever bij de Rotterdamse editie van het linkse Het Vrije Volk (HVV) in de Maasstad, waar hij naar eigen zeggen in april 1946 werd aangenomen door Henri Knap. De sociaaldemocratische krant was destijds even de grootste krant van Nederland.
Daarna werkte hij voor HVV in Haarlem, waar hij de enige redacteur was, om naar twee jaar naar Dordrecht te worden gestuurd, ook een eenmanspost. Destijds verscheen het HVV met talrijke lokale edities, waarin jonge journalisten het vak leerden door de lokale pagina vol te schrijven. In Utrecht kwam hij terecht als derde man op een redactie die uit vier journalisten bestond.
In 1957 stapte hij over naar Het Parool, waar hij zich vanaf 1960 bezighield met rechtbankverslaggeving. In 1966 begon hij in het dagblad met zijn rubriek ‘De rechten van de mens. De mensen van het recht’, die door zijn collega Frank Kuitenbrouwer van NRC Handelsblad een continue kunstkritiek is genoemd op het reilen en zeilen van de Nederlandse strafrechtspleging (NRC, 5 juni 1982) en waarvoor hij in 1970 de Prijs voor de Dagbladjournalistiek ontving.
Volgens Kuitenbrouwer kreeg Van Veen deze prijs omdat hij niet alleen het rechtsbedrijf een spiegel heeft voorgehouden, maar ook de media behulpzaam is geweest bij het wijzen op hun taak als onafhankelijk verslaggever. Voor zijn tijd verkeerde veel journalisten in de veronderstelling dat het leveren van kritiek op rechters of officieren van justitie hen gevaarlijk dicht in de buurt zou brengen van contempt of court - belediging van het hof. De magistraten en vakspecialisten lieten hen graag uiteraard in die waan, aldus Han Lammers in zijn  rubriek Kladboek van een rechtbankverslaggever (1965).
Hij bleef in dienst bij Het Parool tot zijn VUT op 1 juni 1982. Ter gelegenheid van zijn afscheid van de krant op 4 juni 1982 was er een speciale zitting in het Paleis van Justitie in Amsterdam. Bij die gelegenheid werd bekendgemaakt dat een naar hem genoemd prijs in het leven was geroepen voor justitie-journalistiek. Bij die gelegenheid werd hij ook benoemd tot erevoorzitter van het stichtingsbestuur.

## Persoonlijk
Van Veen is geboren in een typisch VVD-milieu in Rotterdam. Zijn vader Jaap van Veen was makelaar in fijne zaden en peulen. Erg dol op de VVD was de jonge Van Veen niet en hij had vaak ruzie met zijn familie, onder wie zijn oom Niek die een bedrijf in trapleren had, over de liberale beginselen. Zelf stemde hij PvdA.
Hij trouwde op 1 juni 1950 met de apothekersassistente Dicky Goudriaan, die hij in februari 1949 in Dordrecht had leren kennen. Ze kregen twee dochters: Annelies en Brenda.